# Ливийско-мексиканские отношения
Ливийско-мексиканские отношения — двусторонние дипломатические отношения между Ливией и Мексикой. Страны являются членами Организации Объединённых Наций (ООН).

## История
В 1947 году Ливия обрела независимость от Италии. В 1961 году президент Мексики Адольфо Лопес Матеос направил делегацию доброй воли во главе со специальным посланником Алехандро Каррильо Маркором и делегатом Хосе Эсекьелем Итурриагой с визитом в Ливию, чтобы подготовить почву для установления дипломатических отношений между двумя странами. 6 августа 1975 года Ливия и Мексика установили дипломатические отношения. Изначально отношения между странами носили ограниченный характер и имели место в основном в многосторонних организациях, таких как ООН. В декабре 2003 года полковник Муаммар Каддафи объявил, что Ливия завершит свои программы по разработке оружия массового уничтожения и откажется от терроризма. Он также добился значительных успехов в нормализации отношений с западными странами. В январе 2008 года Ливия открыла постоянное посольство в Мехико.
В апреле 2008 года министр иностранных дел Ливии Абдель Рахман Шалгам посетил с официальным визитом Мексику, где провел переговоры с министром иностранных дел Патрисией Эспиносой. Визит министра иностранных дел Ливии стал первым визитом на высоком уровне представителя этого государства в Мексику. В ходе визита министры иностранных дел обсудили состояние двусторонних отношений между странами и подчеркнули перспективы их укрепления посредством политического диалога, а также экономического, торгового, культурного и образовательного сотрудничества. Кроме того, они совместно подчеркнули важность развития двустороннего сотрудничества в конкретных областях, таких как водные ресурсы, сохранение археологических памятников и опустынивание, а также в обмене опытом в миграционных и консульских вопросах. В результате визита представители стран подписали Меморандум о взаимопонимании для создания механизма консультаций по взаимным вопросам.
В июне 2009 года посол Мексики, с размещением в Аддис-Абебе (Эфиопия), принял участие в 13-м саммите Африканского союза, состоявшемся в Сирте (Ливия). В августе 2009 года генеральный директор Мексики по Африке и Ближнему Востоку Сара Вальдес посетила Триполи, где присутствовала на первой консультации по взаимным вопросам между двумя странами. В феврале 2011 года в Ливии началась первую гражданскую войну, и Мексика эвакуировала своих граждан из этой страны. В июле 2011 года мексиканские власти сорвали план по переправке в Мексику Саади Каддафи и других членов его семьи.
Правительство Мексики ежегодно предлагает стипендии студентам из Ливии, желающим получить степень магистра или доктора в мексиканском университете. В декабре 2016 года Палата депутатов Мексики открыла Группу дружбы между Мексикой и Ливией.

## Торговля
В 2018 году  объём товарооборота между странами составил сумму 9,2 миллиона долларов США. Экспорт Ливии в Мексику: кабели для термопар (или их удлинители) и кассовые аппараты. Экспорт Мексики в Ливию: одеяла из синтетических волокон (кроме электрических); препараты для пломбирования зубов на основе акриловых смол; хирургический шовный материал (состоящий из иглы с ниткой); и прокладки. С 1999 по 2017 год ливийские инвестиции в Мексику составили сумму 2 миллиона долларов США: вложены в производство, торговлю, транспорт, почтовые отделения, складское хозяйство, услуги в сфере недвижимости и аренду недвижимости в штатах Нижняя Калифорния, Кинтана-Роо, Юкатан и городе Мехико.

## Дипломатические представительства
- Ливия имеет посольство в Мехико[10].
- Интересы Мексики в Ливии представлены через посольство в Алжире[11].